# Leptosphaerulina americana
Leptosphaerulina americana är en lavart som först beskrevs av Ellis & Everh., och fick sitt nu gällande namn av J.H. Graham & Luttr. 1961. Leptosphaerulina americana ingår i släktet Leptosphaerulina, ordningen Pleosporales, klassen Dothideomycetes, divisionen sporsäcksvampar och riket svampar.   Inga underarter finns listade i Catalogue of Life.